# Élections européennes de 2014 en Bulgarie
Les élections européennes de 2014 se sont déroulées le dimanche 25 mai 2014 en Bulgarie. Ces élections étaient les premières depuis l'entrée en vigueur du traité de Lisbonne qui a renforcé les pouvoirs du Parlement européen et modifié la répartition des sièges entre les différents États-membres. Néanmoins, les Bulgares ont élu le même nombre de députés européens qu'en 2009, c'est-à-dire 17.

## Contexte
Avec l'entrée en vigueur du traité de Lisbonne, la Bulgarie s'est vue allouer un siège supplémentaire, qui a été attribué à la Coalition bleue.
À la suite des élections législatives de 2013, le Parti socialiste bulgare (BSP), arrivé second, a formé une coalition gouvernementale avec le Mouvement des droits et des libertés (DPS), parti politique de la minorité turque. Ensemble, les deux partis ont obtenu 120 sièges, soit exactement la moitié des sièges de l'Assemblée nationale. Aussi, le gouvernement doit régulièrement chercher du soutien auprès des autres partis politiques. C'est donc vers le parti nationaliste et anticapitaliste Ataka, ennemi juré du DPS, que le gouvernement s'est tourné. Dans un climat de forte gronde sociale, le gouvernement a également été fortement critiqué par Ivaïlo Kalfin, député européen du BSP et perdant de l'élection présidentielle de 2011, en raison de l'alliance de fait entre son parti et Ataka. En janvier 2014, Ivaïlo Kalfin a annoncé son départ du BSP et son intention de présenter une liste concurrente aux élections européennes.

## Mode de scrutin
Les dix-sept eurodéputés bulgares sont élus au scrutin proportionnel de liste, la répartition des sièges ayant lieu selon la méthode du plus fort reste. Le 24 février 2014, les députés bulgares ont décidé de modifier la loi électorale, afin d'abaisser de 6 à 5 % le seuil nécessaire pour obtenir des députés européens.
Lors de ces élections, peuvent voter :
- Les citoyens bulgares âgés de 18 ans et plus le jour du scrutin, et ayant résidé en Bulgarie ou dans un autre État de l'UE, au minimum trois mois avant les élections.
- Les ressortissants de l'UE âgé de 18 ans et plus le jour du scrutin, jouissant d'un droit de séjour en Bulgarie, et ayant résidé en Bulgarie ou dans un autre État de l'UE, au minimum trois mois avant les élections. Ceux-ci doivent avoir exprimé à l'avance, par une déclaration écrite, leur volonté de voter en Bulgarie[3].

Lors de ces élections, peuvent être élus :
- Les citoyens bulgares âgés de 21 ans et plus le jour du scrutin, et ayant résidé en Bulgarie ou dans un autre État de l'UE, au minimum six mois avant les élections.
- Les ressortissants de l'UE âgé de 18 ans et plus le jour du scrutin, jouissant d'un droit de séjour en Bulgarie, et ayant résidé en Bulgarie ou dans un autre État de l'UE, au minimum six mois avant les élections. Ceux-ci doivent avoir exprimé à l'avance, par une déclaration écrite, leur volonté d'être candidat en Bulgarie[4].

## Campagne

### Partis et candidats
Le tableau suivant présente les partis se présentant aux élections européennes en Bulgarie, :
| Parti(s) | Parti(s) | Abréviation           | Tête de liste           | Parti européen      |
| --- | --- | --------------------- | ----------------------- | ------------------- |
| | Citoyens pour le développement européen de la Bulgarie                                                                      | GERB                  | Tomislav Donchev        | PPE                 |
| | Coalition bleue | SE                    | Nadezhda Neynsky        | PPE                 |
| | Bulgarie pour l'alternative à la peur, au totalitarisme et à l'apathie                                                      | BASTA                 | Miroslav Naydenov       |                     |
| | Union nationale Attaque | Ataka                 | Volen Siderov           |                     |
| | Gauche bulgare | BL                    | Margarita Mileva        | PGE                 |
| | Mouvement des droits et des libertés                                                                                        | DPS                   | Filiz Hyusmenova        | ALDE                |
| | Front national pour le salut de la Bulgarie                                                                                 | NFSB                  | Valeri Simeonov         | MELD                |
| | La voix du peuple | GN                    | Hristo Lafchiev         |                     |
| | Les Verts | Zelenite              | Atanas Chobanov         | PVE                 |
| | Union des communistes en Bulgarie                                                                                           | SKB                   | Tsvetomir Stoyanov      | Initiative          |
| | Parti vert | ZP                    | Valentin Simov          | PVE                 |
| | Parti démocrate-chrétien de Bulgarie                                                                                        | KPB                   | Irina Abadzhieva–Reputs |                     |
| | Parti des verts | PNZ                   |                         |                     |
| | Parti national-patriotique bulgare                                                                                          | BNPP                  | Petar Manolov           |                     |
| | Bloc réformateur | RB                    | Meglena Kouneva         | PPE (partiellement) |
| | Bulgarie sans censure + VMRO - Mouvement national bulgare + Union populaire agrarienne + Mouvement du jour de Saint-Georges | BBT + VMRO + ZNS + DG | Nikolay Barekov         |                     |
| | Coalition pour la Bulgarie                                                                                                  | KB                    | Sergueï Stanichev       | PSE                 |
| | Coalition des démocrates unis                                                                                               | KOD                   | Antonia Parvanova       | ALDE                |
| | Alternative pour la renaissance bulgare                                                                                     | ABV                   | Ivaïlo Kalfin           |                     |
| | Parti nationaliste de Bulgarie                                                                                              | NPB                   | Simeon Kostadinov       |                     |
| Candidats indépendants : - Viktor Tenchev Papazov - Rumyana Vŭlcheva Ugŭrchinska-Vinsenti - Evgeniya Zlateva Baneva | |                       |                         |                     |

### Sondages
| Institut       | Date             | GERB   | BSP    | DPS    | Ataka | RB    | BBT/VMRO | NFSB  | ABV   | Autres |
| -------------- | ---------------- | ------ | ------ | ------ | ----- | ----- | -------- | ----- | ----- | ------ |
| Gallup         | 31/01-10/02/2014 | 17,7 % | 18,9 % | 6,7 %  |       |       | 6,1 %    |       | 6 %   |        |
| Alpha research | 22/02/2014       | 16,9 % | 15,9 % | 6,9 %  | 2,1 % | 5 %   | 5,5 %    | 3,2 % | 6,1 % | -      |
| Sova Harris    | février 2014     | 31,2 % | 30,9 % | 9,5 %  | 4,2 % | 7 %   | 10,9 %   | 1,7 % | 3,6 % | 1 %    |
| Alpha Research | mars 2014        | 27,1 % | 23,5 % | 10,1 % | 3,1 % | 7,9 % | 8,0 %    | 5,6 % | 6,2 % | 8,5 %  |

## Résultats

### Répartition
|                | Voix      | %      |
| -------------- | --------- | ------ |
| Inscrits       | 6 533 828 | 100,00 |
| Votants        | 2 361 943 | 36,15  |
| Blancs et nuls | 122 536   | 5,20   |
| Exprimés       | 2 239 407 | 94,80  |

| ← Élections au Parlement européen de 2014 |                                                           |         |       |        |        |        |              |
| Parti politique ou coalition              | Parti politique ou coalition                              | Voix    | Voix  | Voix   | Sièges | Sièges | Groupe au PE |
| Parti politique ou coalition              | Parti politique ou coalition                              | #       | %     | +/-    | #      | +/-    | Groupe au PE |
|                                           | Citoyens pour le développement européen de la Bulgarie    | 680 838 | 30,40 | + 6,04 | 6      | + 1    | PPE          |
|                                           | Coalition pour la Bulgarie                                | 424 037 | 18,93 | + 0,43 | 4      | =      | S&D          |
|                                           | Mouvement des droits et des libertés                      | 386 725 | 17,27 | + 3,13 | 4      | + 1    | ADLE         |
|                                           | Bulgarie sans censure + VMRO - Mouvement national bulgare | 238 629 | 10,66 | N/A    | 2      | N/A    | CRE          |
|                                           | Bloc réformateur                                          | 144 532 | 6,45  | N/A    | 1      | N/A    | PPE          |
|                                           | Alternative pour la renaissance bulgare                   | 90 061  | 4,02  | N/A    | 0      | N/A    |              |
|                                           | Front national pour le salut de la Bulgarie               | 68 376  | 3,05  | N/A    | 0      | N/A    |              |
|                                           | Union nationale Attaque                                   | 66 210  | 2,96  | - 9,00 | 0      | - 2    |              |
|                                           | Autres                                                    | 140 022 | 6,26  |        | 0      |        |              |

### Analyse
Avec une participation de 36,15 %, les Bulgares se sont un peu moins rendus aux urnes qu'en 2009 (37,49 %), mais ce taux est toujours bien plus élevé qu'en 2007 (28,6 %).
Comme l'avaient prédit les sondages, les conservateurs du GERB sont arrivés largement en tête, devançant de plus de onze points la Coalition pour la Bulgarie, menée par le BSP du Premier ministre Plamen Orecharski. Avec ses 17 %, le DPS, parti représentant les minorités turque et pomaque et membre de la coalition gouvernementale, talonne les socialistes en réalisant son meilleur score à ce jour.
Ces élections ont également vu l'émergence d'un nouveau parti, Bulgarie sans censure, qui semble avoir fortement concurrencé le parti d'extrême-droite Ataka, et l'échec d'Ivaïlo Kalfin, eurodéputé sortant, ayant quitté le BSP au début de l'année 2014 et ayant créé l'Alternative pour la renaissance bulgare.
À la suite de la publication des résultats, les trois partis d'opposition ayant dépassé les 5 % nécessaires pour obtenir des élus, le GERB, le BBT et le Bloc réformateur, ont appelé à la démission du gouvernement, ce qu'a immédiatement rejeté Sergueï Stanichev, président du BSP et eurodéputé reconduit.
Du fait de son passé trouble, Delyan Peevski, quatrième sur la liste du DPS, a fait l'objet de critiques de la part d'autres membres de l'ADLE, dont son parti est membre, et a ainsi décidé de céder sa place à l'actuelle ministre de l'environnement, Iskra Mihaïlova.